# Кротошин (Жнінський повіт)
Кротошин (пол. Krotoszyn, нім. Windhuk) — село в Польщі, у гміні Барцин Жнінського повіту Куявсько-Поморського воєводства.
Населення — 519 осіб (2011).
У 1975-1998 роках село належало до Бидгощського воєводства.

## Демографія
Демографічна структура станом на 31 березня 2011 року:
|          | Загалом | Допрацездатний вік | Працездатний вік | Постпрацездатний вік |
| -------- | ------- | ------------------ | ---------------- | -------------------- |
| Чоловіки | 261     | 65                 | 176              | 20                   |
| Жінки    | 258     | 64                 | 151              | 43                   |
| Разом    | 519     | 129                | 327              | 63                   |